# SCHOOL OF LOCK!
『SCHOOL OF LOCK!』（スクール・オブ・ロック!、略称：SOL）は、TOKYO FMをキー局としてJFN系38局で2005年10月3日から月曜日から金曜日の夜に放送されているラジオ番組。

金曜日は『SCHOOL OF LOCK! FRIDAY』および派生番組である『ECC presents SOL フューチャー宣言！』として放送されており、これについても本項で扱う。

## 概要
『MOTHER MUSIC RECORDS』の後番組として、2005年10月3日（『 - FRIDAY』は、2005年10月7日）開校（放送開始）。
“未来の鍵を握るラジオの中の学校”がコンセプト。生徒（番組のリスナー）が「いつか、“未来の鍵”を見つけること。それが、この学校がここにある理由」という思いが込められている。そのため、番組名の「 - ロック」の英語表記は、コンセプトの「未来の鍵」に沿って「LOCK」となっている。
番組のメインターゲットは中学生から高校生。しかし、小学生や20代以上の生徒が逆電に登場したり、掲示板の書き込み、メールが紹介されたりすることもある。
番組全体を「学校」に見立てており、メインパーソナリティをはじめとする出演者、番組スタッフ、リスナー、コーナー呼称等は「学校」に合わせた肩書き、表現となっている（後項参照）。そのため、本頁においても、番組で用いられている表現で記載する。

## 特徴
学校を模した番組のため、出演者やリスナー、さらに番組内のコーナーもそれになぞらえた肩書き・表現となっている。
出演者・リスナー
- メインパーソナリティ - 「校長」「教頭」
  - このため、他番組（特にJFN系列）に出演する際に、「校長」「教頭」として出演することがある。
- 「ARTIST LOCKS!」担当のミュージシャン・アーティストまたはゲスト - 「○○先生」[注 3][注 4]
  - ゲストが出演することを「来校」と呼んでいる。
- 番組スタッフ - 「職員」（個人を指す際は「○○先生」）
- リスナー - 「生徒」

その他
- 各コーナー - 「授業」
- 番組公式Twitterアカウントからの投稿、及び生徒からの公式ハッシュタグ（#SOL→#スクールオブロック）への投稿 - 「廊下」
- 番組公式Instagramアカウントからの投稿、及び生徒からの公式ハッシュタグ（#スクールオブロック）への投稿 - 「中庭」
- 「世界一FAXを大切にしている学校」。

番組開始から2021年10月1日までは、22:00の時報の後、番組スタートの合図として、喜多建介（ASIAN KUNG-FU GENERATION）演奏によるギターチャイムが流れていた。2021年10月4日から同年12月31日まではチャイム音はなかったが、2022年1月3日からはtofubeatsが制作した新チャイムが流れている。
番組冒頭と終盤では「黒板」が登場し、当日の番組テーマがチョークで書き込まれる。基本的に校長が使用するが、場合によって教頭やゲスト講師が使用することもある。
「校歌」は、THE BLUE HEARTSの『未来は僕達の手の中』。2005年に開校して最初に放送された曲がこの曲だったことより。

### 号令
番組開始時、及び番組終了時には「号令」によるあいさつが行われる。

2020年10月5日放送分より、番組開始時の号令は、さかた校長による宣言「SCHOOL OF LOCK!（FRIDAY）、今夜も開校だ（始めていくぞ）！」へ変更された。番組終了時の号令は引き続き行われている。
番組開始時（2020年10月2日まで）
- 教頭:「起立」→「礼」→校長・教頭・生徒:「叫べー!」
  - 号令の最後が「叫べー!」なのは、「自分の言いたい事、誰にも言えない事をまず叫んで伝えてほしい。そして、その気持ちあるいは“鍵”を持ったままどこかに駆け出してほしい（とーやま校長談[4]）」という理由からである。

番組終了時
- 教頭:「起立」→「礼」→校長・教頭・生徒:「また明日![注 8]」

### 掲示板
公式ウェブサイトおよびスマートフォンアプリには「掲示板」がある。生徒が各授業のテーマについてや、授業テーマに関わらず日常で感じたことを自由に書き込み（投稿）できる電子掲示板である。書き込みにはタグを付けることができる。書き込まれた内容に対して、別の生徒が「レス（返信）」やスタンプを送ることで生徒同士の交流ができるなど、いわゆる学校の「教室」の役割を果たしている。
掲示板には、生放送授業で使用される「学校掲示板」、学校運営戦略会議用の「学校運営戦略会議室掲示板」、各「ARTIST LOCKS!」、各部活動専用の掲示板などが存在する。
掲示板へ書き込むためには、通称「掲示板登録」と呼ばれる利用登録が必要となる。電話番号もあわせて登録すると、逆電が来る場合がある。なお、ラジオネームは登録後に変更できないので注意が必要である。
稼働時間（掲示板が更新される時間）は、月曜から金曜日の15時から24時までである。ただし、書き込み自体は24時間いつでも可能で、稼働時間外に書き込まれた内容は、次の稼働時にまとめて掲載される。
基本的に、掲示板への書き込みを元に授業進行や逆電が行われるが、内容を他の生徒に見られたくない場合や、フィーチャーフォン（ガラケー）しか持っていない等、掲示板に書き込める環境がない場合は、公式ウェブサイトからのメール、及びFAXでの投稿も可能である。また、2020年11月より、SOL公式LINEアカウントへのメッセージ投稿や、InstagramのDMでも可能となった。
書き込み内容はすべて「チームKGB」と呼ばれる職員が確認している。確認作業のため、稼働時間中であっても掲載までに時間がかかることや、掲載されないこともある。また「桜田門の掟」と呼ばれる掲示板のルールがあり、これを破った場合は「退学処分」（書き込み禁止）となることがある。

#### 掲示板システムの変遷
2012年3月26日の放送で、掲示板システムが整理されることが発表された。開校当初から増え続けた部活動の事業仕分けが行われ、統廃合の対象になった部活動の掲示板（詳細は部活動を参照）、およびLOCKSのOB企画を兼ねたLINES掲示板が、同年3月30日をもって廃止された。この件について「これからは学校掲示板に書き込みをして欲しい」と呼びかけていた。
2012年4月2日より、スマートフォン向け掲示板書き込み用アプリが配信開始された。
2015年8月10日に掲示板システムがリニューアルされた。「タグ機能」や「スタンプ」といった機能が追加され、掲示板によっては写真投稿も可能になった。このリニューアルに伴い、掲示板書き込み用アプリがアップデートされた。なお、閲覧・書き込み共にフィーチャーフォンは非対応となり、パソコン・スマートフォンのみの対応となった。また、リニューアル以前の書き込みを閲覧することはできなくなった。
2019年9月30日より、稼働開始時間が12時から15時に変更された。

### 逆電
生放送授業、ARTIST LOCKS!、学校運営戦略会議、応援部等のすべての授業で、生徒への「逆電」が行われる。
「逆電」とは、掲示板へ書き込んだ生徒が電話出演し、校長、教頭、またはアーティスト講師等と直接話すこと。
特に生放送授業では、毎日設けられる授業テーマに基づき、学校掲示板へ書き込んだ生徒への「逆電」を中心に授業が展開される。授業テーマのなかでも「掲示板逆電」はスタンダード授業であり「開校以来、最も大切にしている授業」としている。
中学2年生、または高校2年生の生徒が、生放送授業での「逆電」に出演した場合、教頭が逆電冒頭で言葉をかけ、生徒が返答する流れが定着している。初代のやしろ教頭から現在のアンジー教頭まで続いており、かける言葉は教頭によって異なる。その経緯や歴代教頭の言葉は、メインパーソナリティを参照のこと。

### 放送後記
公式ウェブサイトの生放送授業、学校運営戦略会議、応援部、各ARTIST LOCKS!のページには「放送後記」がある。生放送授業以外は、基本的に各授業の放送直後に、放送内容（出演者の発言、逆電の内容等）の文字起こしが掲載される。
生放送授業の文字起こしは、以前は翌日中に掲載されていた。しかし、公式ウェブサイトがリニューアルした2019年9月30日 - 2020年3月30日放送分は、文字起こしの代わりに職員による授業の概要が掲載された。2020年3月31日放送分は、とーやま校長の退任日ということもあり、翌日に文字起こしが掲載された。
2020年4月1日放送分より、翌日に職員による授業の概要が掲載され、radikoのタイムフリー取得期間（放送後1週間）の終了後、文字起こしが掲載されることになった。
金曜日の放送後には生放送授業の1週間のまとめが掲載される。
2023年5月1日放送分より、職員による授業の概要が掲載されなくなり、放送1週間後の文字起こしのみとなった。
2024年7月1日放送分より、再び授業の文字起こし・授業概要が掲載されなくなり、授業1週間後に写真とFAX、逆電出演生徒のみのが掲載されるようになった。学校運営戦略会議も同様に、文字起こしが掲載されなくなった。
2025年3月31日放送分はCOCO教頭の退任日ということもあり放送1週間後に文字起こしが掲載された。

## 授業時間（放送時間）
Aラインプログラムに該当し、22:55 - 23:00枠を除きJFN系列38局フルネットで放送するため、本項では授業を受ける（本番組をネットする）ネット局の記載は割愛する。22:55 - 23:00枠のネット局は22時55分からの授業を参照。
全局ですべての授業時間においてウェブブラウザまたはスマートフォン・タブレット・スマートテレビなどのアプリを介して「radiko」（無料のリアルタイムまたはタイムフリー）・「radikoプレミアム」（有料のエリアフリー）で聴取可能。

### 現在の授業時間
SCHOOL OF LOCK!（月曜 - 木曜）
- 22:00 - 23:55（2005年10月3日 - ）

SCHOOL OF LOCK! FRIDAY（金曜）
- 22:00 - 22:55（2021年4月2日 - ）

ECC presents SOL フューチャー宣言！（金曜）
- 22:55 - 23:00（2024年7月5日 - ）

## 時間割（タイムテーブル）
2025年4月1日現在。

出演者表記のない授業は、こもり校長・アンジー教頭が担当する。
| 時間  | 月曜日                                                  | 火曜日                                                  | 水曜日                                                  | 木曜日                                                  | 金曜日                                  |
| ----- | ------------------------------------------------------- | ------------------------------------------------------- | ------------------------------------------------------- | ------------------------------------------------------- | --------------------------------------- |
| 22:00 | 生放送授業 （チャイム／黒板／授業テーマ発表などを含む） | 生放送授業 （チャイム／黒板／授業テーマ発表などを含む） | 生放送授業 （チャイム／黒板／授業テーマ発表などを含む） | 生放送授業 （チャイム／黒板／授業テーマ発表などを含む） | 学校運営戦略会議 （チャイムなどを含む） |
| 22:20 | 乃木坂LOCKS!（1週目）                                   | 乃木坂LOCKS!（1週目）                                   | 乃木坂LOCKS!（1週目）                                   | 乃木坂LOCKS!（1週目）                                   | 学校運営戦略会議 （チャイムなどを含む） |
| 22:20 | 井上和（乃木坂46）                                      |                                                         |                                                         |                                                         | 学校運営戦略会議 （チャイムなどを含む） |
| 22:20 | NiziU LOCKS!（2週目）                                   |                                                         |                                                         |                                                         | 学校運営戦略会議 （チャイムなどを含む） |
| 22:20 | NiziU                                                   |                                                         |                                                         |                                                         | 学校運営戦略会議 （チャイムなどを含む） |
| 22:20 | INI LOCKS!（3週目）                                     |                                                         |                                                         |                                                         | 学校運営戦略会議 （チャイムなどを含む） |
| 22:20 | 髙塚大夢（INI）                                         |                                                         |                                                         |                                                         | 学校運営戦略会議 （チャイムなどを含む） |
| 22:20 | 新しい学校のリーダーズLOCKS!（4週目）                   |                                                         |                                                         |                                                         | 学校運営戦略会議 （チャイムなどを含む） |
| 22:20 | 新しい学校のリーダーズ                                  |                                                         |                                                         |                                                         | 学校運営戦略会議 （チャイムなどを含む） |
| 22:30 | 生放送授業                                              | 生放送授業                                              | 生放送授業                                              | 生放送授業                                              | ビーバーLOCKS!                          |
| 22:30 | 生放送授業                                              | 生放送授業                                              | 生放送授業                                              | 生放送授業                                              | SUPER BEAVER                            |
| 22:55 | どっちのCat or Dog                                      | どっちのCat or Dog                                      | どっちのCat or Dog                                      | どっちのCat or Dog                                      | SCHOOL OF LOCK! FRIDAY 放送終了         |
| 22:55 | どっちのCat or Dog                                      | どっちのCat or Dog                                      | どっちのCat or Dog                                      | どっちのCat or Dog                                      | (ローカル枠)                            |
| 23:00 | ANZEN LOCKS!                                            | 生放送授業                                              | 松田LOCKS! COUNTDOWN JASRAC                             | SCHOOL OF LOCK! 森林部                                  | (別番組)                                |
| 23:00 | ANZEN LOCKS!                                            | 生放送授業                                              | DJ MATSUDA-BUCHO （松田部長）                           | SCHOOL OF LOCK! 森林部                                  | (別番組)                                |
| 23:08 | ミセスLOCKS!                                            | Saucy LOCKS!                                            | 宮世LOCKS!                                              | 乃木坂LOCKS!                                            | (別番組)                                |
| 23:08 | Mrs. GREEN APPLE                                        | Saucy Dog                                               | 宮世琉弥                                                | 賀喜遥香 （乃木坂46）                                   | (別番組)                                |
| 23:55 | 放送終了                                                | 放送終了                                                | 放送終了                                                | 放送終了                                                | (別番組)                                |

## 校長・教頭 （メインパーソナリティ）

### 現在の校長・教頭

#### こもり校長
- 本名は小森隼。6人組ボーカル&ダンスグループ・GENERATIONS from EXILE TRIBEのメンバー[注 16]。
- 2021年10月4日昇任[15]。SOL! 4代目校長。
  - 2020年4月1日 - 2021年10月1日はSOL! 4代目教頭。開校以来初めて、教頭から校長に昇進した。
  - 校長昇任時の年齢は26歳3カ月で、SOL!史上最年少。
- 5代目応援部顧問[注 17]。初代応援部副顧問。
- 教頭時代の逆電のあいさつは「教頭のこもりです！」、CM明けのあいさつは、歴代教頭と同じく「LOCKのスペルはL・O・C・K」。
- 校長時代の逆電のあいさつは「校長のこもりです！」、CM明けのあいさつは、さかた校長から引き継ぎ、「TOKYO FMから全国38局をネットしてお届け！SCHOOL OF LOCK!」や、「未来の鍵を握るラジオの中の学校 SCHOOL OF LOCK!」、そして歴代校長から引き継ぎ「未来の鍵を握るレディオ SCHOOL OF LOCK!」。
- 2020年3月5日、生放送授業にて就任を発表[16][17]。この日、さかた校長とともに生放送教室に来校。
- 教頭就任前に、ゲスト講師として生放送教室に3回来校したことがある[18][19][20]。
- 教頭時代に、中2または高2の生徒が逆電に登場した際、こもり教頭：「中2高2は、当たって!」→生徒：「砕けろ!」→こもり教頭：「突っ走れ!」→生徒：「おー!」→こもり教頭：「よく言った!」といったやりとりを行っていた（このことから中2高2は「当たジェネ（「当たって砕けろ世代」の略）」や、「あたくだ」と呼ばれるようになった。
- 生放送授業に遅刻・欠席したことがある[注 18]。
  - 2020年
    - 7月6日、「全国教頭審議会 2020 Summer[注 19]」に参加したため、23時台冒頭より出席した。22時台はさかた校長が1人で授業をした[21]。
    - 7月13日、「全国教頭審議会 2020 Summer 2nd[注 20]」に参加したため、23時台冒頭より出席した。助っ人として、松田部長が登場し、22時台はさかた校長と松田部長の2人で、23時台は3人で授業をした[22]。
    - 7月23日、「全国教頭審議会 2020 Summer Summer Summer[注 21]」に参加したため、全編欠席した。助っ人として、あしざわ教頭が登場し、さかた校長とあしざわ教頭の2人で授業をした[23]。
    - 9月23日、「全国教頭審議会 2020 September[注 22]」に参加したため、23時台後半より出席した。22時台はさかた校長とゲスト講師のNakamuraEmiとカワムラヒロシの3人で、23時台後半は4人で授業をした[24]。
    - 11月10日、「全国教頭審議会 2020 Autumn[注 23]」に参加したため、全編欠席した。この日は、さかた校長が1人で授業をした[25]。

  - 2021年
    - 1月18日 - 22日、新型コロナウイルスの療養のため、全編欠席した（「とーやま校長」、新型コロナウイルス関連を参照）。
    - 3月23日、「全国教頭審議会 2021 Spring[注 24]」に参加したため、23時台後半より出席した。22時台及び23時台前半はさかた校長が1人で授業をした[26]。
    - 11月11日、「全国校長審議会 2021 Autumn[注 25]」に参加したため、22時10分頃より出席した。22時10分頃まではぺえ教頭が1人で授業をした[27]。

  - 2022年
    - 1月24日 - 25日、ぺえ教頭が新型コロナウイルスに感染し、濃厚接触者にあたる可能性があったため、全編欠席した（「とーやま校長」、新型コロナウイルス関連を参照）。
    - 7月21日、「さいたまでのバトル[注 26]」に参加したため、23時台後半より出席した。助っ人として、あしざわ教頭が登場し、22時台及び23時台前半はあしざわ教頭とゲスト講師で、23時台後半はこもり校長とあしざわ教頭とゲスト講師で授業をした[28]。
    - 9月21日 - 22日、「全国校長審議会 Tour 2022 WONDER SCHOOL 追加公演[注 27]」に参加したため、全編欠席した。21日はぺえ教頭とゲスト講師で、22日はぺえ教頭が1人で授業をした[29][30]。
    - 10月12日 - 13日、「全国校長審議会 Tour 2022 WONDER SCHOOL 追加公演[注 28]」に参加したため、全編欠席した。この日はぺえ教頭とゲスト講師で授業をした[31][32]。
    - 11月9日 - 10日、「全国校長審議会 Tour 2022 WONDER SCHOOL 追加公演[注 29]」に参加したため、22時台後半より出席した。助っ人として、とーやま委員が登場し、22時台前半はとーやま委員が1人で、22時台後半及び23時台はこもり校長ととーやま委員の2人で授業をした[33][34]。
    - 11月21日 - 22日、「全国校長審議会 Tour 2022 WONDER SCHOOL 追加公演[注 30]」に参加したため、全編欠席した。この日はぺえ教頭が1人で授業をした[35][36]。
    - 12月14日 - 15日、「全国校長審議会 Tour 2022 WONDER SCHOOL 追加公演[注 31]」に参加したため、14日は23時台前半より、15日は23時台後半より出席した。14日の22時台はぺえ教頭が1人で、15日の22時台はぺえ教頭とゲスト講師で授業をした[37][38]。

  - 2023年
    - 5月17日 - 19日、「全国校長審議会 Tour 2023 "THE BEST"[注 32]」に参加したため、全編欠席した。この日はCOCO教頭が1人で授業をした[39][40][41]。
    - 9月28日、「全国校長審議会 Tour 2023 "THE STORY"[注 33]」に参加したため、全編欠席した。この日はCOCO教頭とゲスト講師で授業をした[42]。
    - 10月3日、「全国校長審議会 Tour 2023 "THE STORY"[注 34]」に参加したため、全編欠席した。この日はCOCO教頭が1人で授業をした[43]。
    - 10月17日、「全国校長審議会 Tour 2023 "THE STORY"[注 35]」に参加したため、全編欠席した。この日はCOCO教頭とゲスト講師で授業をした[44]。
    - 10月19日、「全国校長審議会 Tour 2023 "THE STORY"[注 36]」に参加したため、全編欠席した。この日はCOCO教頭とゲスト講師で授業をした[45]。
    - 11月2日、「全国校長審議会 Tour 2023 "THE STORY"[注 37]」に参加したため、全編欠席した。この日はCOCO教頭とゲスト講師で授業をした[46]。
    - 11月8日、「全国校長審議会 Tour 2023 "THE STORY"[注 38]」に参加したため、全編欠席した。助っ人として、あしざわ教頭が登場し、COCO教頭とあしざわ教頭の2人で授業をした[47]。
    - 11月29日 - 30日、「全国校長審議会 Tour 2023 "THE BEST"[注 32]」に参加したため、全編欠席した。29日はCOCO教頭とゲスト講師で、30日はCOCO教頭が1人で授業をした[48][49]。
    - 12月7日、「全国校長審議会 Tour 2023 "THE LOVE"[注 39]」に参加したため、全編欠席した。この日はCOCO教頭とゲスト講師で授業をした[50]。
    - 12月12日 - 13日、「全国校長審議会 Tour 2023 "THE BEST"[注 40]」に参加したため、全編欠席した。助っ人として、ぺえ教頭ととーやま委員が登場し、12日はぺえ教頭が1人で、13日はとーやま委員とゲスト講師で授業をした[51][52]。

  - 2024年
    - 2月1日 - 2日、体調不良のため、全編欠席した。1日はCOCO教頭とゲスト講師で、2日はCOCO教頭が1人で授業をした[53][54][55]。
    - 3月18日、「全国校長審議会 Tour 2024 "THE LOVE"[注 41]」に参加したため、全編欠席した。この日はCOCO教頭が1人で授業をした[56]。
    - 9月25日 - 27日、「全国校長審議会 Tour 2024 "2.0" in 横浜[注 42]」に参加したため、全編欠席した。25日・27日はCOCO教頭が1人で、26日はCOCO教頭とゲスト講師で授業をした[57][58][59]。

  - 2025年
    - 1月21日、体調不良のため、全編欠席した。この日はCOCO教頭とゲスト講師で授業をした[60]。

#### アンジー教頭
- 芸名はアンジェリーナ1/3。6人組ガールズバンド・Gacharic Spinのマイクパフォーマー[注 43]。
- 2024年9月30日就任[61]。SOL! 7代目教頭。
  - 教頭就任時の年齢は22歳9カ月で、SOL!史上最年少。これまではこもり教頭の24歳9カ月。
  - 開校以来初めて、名前がカタカナの教頭となる。
- 2代目応援部副顧問。
- 2025年3月までは、毎週水曜日から金曜日までの授業を担当していた。
  - ただし、就任初日およびCOCO教頭の欠席時は、月曜日・火曜日にも出席していた。
- 逆電のあいさつは「教頭のアンジーです！」、CM明けの挨拶は、歴代教頭と同じく「LOCKのスペルはL・O・C・K」。
- 2024年9月16日、生放送授業にて就任を発表。音声メッセージも届けた。
- 中2または高2の生徒が逆電に登場した際、アンジー教頭が「中2高2は無敵スターモード！」と言った後に生徒が言葉を返す（返す言葉は生徒に委ねられている）といったやりとりを行う。

### 歴代の校長・教頭
| 期間      | 期間       | 校長         | 教頭                  |
| --------- | ---------- | ------------ | --------------------- |
| 2005.10.3 | 2010.4.1   | やましげ校長 | やしろ教頭            |
| 2010.4.5  | 2012.3.29  | とーやま校長 | やしろ教頭            |
| 2012.4.2  | 2014.10.2  | とーやま校長 | よしだ教頭            |
| 2014.10.6 | 2019.9.26  | とーやま校長 | あしざわ教頭          |
| 2019.9.30 | 2020.3.31  | とーやま校長 | 不在                  |
| 2020.4.1  | 2021.9.30  | さかた校長   | こもり教頭            |
| 2021.10.4 | 2022.12.29 | こもり校長   | ぺえ教頭              |
| 2023.1.2  | 2023.3.31  | こもり校長   | 不在                  |
| 2023.4.3  | 2024.9.27  | こもり校長   | COCO教頭              |
| 2024.9.30 | 2025.3.31  | こもり校長   | COCO教頭 アンジー教頭 |
| 2025.4.1  | 現在       | こもり校長   | アンジー教頭          |

### 期間限定の教頭

#### マンスリー教頭
- 2023年1月 - 3月はこもり校長1人体制のため、毎週木曜日のみ月替わりでマンスリー教頭が登場した。
  - 1月：とーやま委員
    - 逆電のあいさつは「とーやま委員だ！」、CM明けのあいさつは、歴代教頭と同じく「LOCKのスペルはL・O・C・K 」。
    - 1月 - 3月のSCHOOL OF LOCK FRIDAY にも1クール教頭ととして登場。こもり校長と2人で授業を届けた。挨拶は「SCHOOL OF LOCK FRIDAY1クール教頭、SCHOOL OF LOCK 教育委員会のとーやまです！」応援部でも4代目顧問として受験生を応援していた。

  - 2月：QuizKnock[注 63]
    - 逆電のあいさつは「（2月）マンスリー教頭のQuizKnockの〇〇です！」、CM明けのあいさつは、歴代教頭と同じく「LOCKのスペルはL・O・C・K」。

  - 3月：aiko
    - 逆電のあいさつは「（3月）マンスリー教頭のaikoです！」、CM明けのあいさつは、歴代教頭と同じく「LOCKのスペルはL・O・C・K」。
    - 3月30日は喉の不調のため、番組冒頭のみ登場した。

### 歴代校長・教頭の出席
個人での来校については、各個人項を参照のこと。
- 2015年10月6日、開校10周年を記念し、やましげ校長、とーやま校長、やしろ教頭、よしだ教頭、あしざわ教頭がそろって生放送教室に集まった[154]。
- 2017年5月26日・6月23日、「応援LOCKS!」の終了を前に、歴代顧問（教頭）が出席した（5月26日：よしだ教頭[155][156]、6月23日：やしろ教頭[157][158]）。
- 2020年3月2日 - 4日、とーやま校長の退任を前に、歴代教頭が日替わりで出席した（3月2日：あしざわ教頭[159]、3月3日：よしだ教頭[160]、3月4日：やしろ教頭[161]）。また、下校時（エンディング）の提供読みは各教頭のものとなった。

## 生放送授業
- 月曜から木曜の22:00 - 22:18、22:30 - 22:53、23:25 - 23:53および火曜の23:00 - 23:06、生放送教室[注 64][注 65]から生放送。
- パーソナリティは、こもり校長・アンジー教頭。
- ゲスト講師と共に授業を進めることがある[注 66]。
- その日の授業テーマに沿って進める。
  - 授業テーマは、当日に公式サイト、および授業冒頭で発表される。
  - 授業テーマは、スタンダード授業とされる「掲示板逆電」（フリーテーマ）から、学校関係、友達、恋愛関係、さらにスポンサー企業やゲストにまつわる企画など幅広い。
  - 授業テーマについて学校掲示板に書き込んだ生徒へ逆電し、話を聞いていく。
  - 2か月に1回[注 67]、1週間かけて「スペシャル授業」を開催する。

## GIRLS LOCKS!
- 開校 - 2020年3月26日、2021年4月5日 - 2022年3月31日[注 68]放送。
- 月曜 - 木曜の22:18 - 22:30に放送。
- 週替わりで10代から20代の若手女優が「女子クラス」の生徒として登場。
- 2022年3月終了時点の女子クラス生徒は以下の通り。
  - 山之内すず（1週目）
  - 森七菜（2週目）
  - 上白石萌歌（3週目）
  - 景井ひな（4週目）
- 2021年5月の第5週目は"BOYS LOCKS!"として放送。若手俳優が「男子クラス」の生徒として登場した。

## ARTIST LOCKS!
- 開校時から放送。
- 当初は月曜 - 木曜の23:08 - 23:25に放送されていたが、数回の放送時間の変動を経て、2022年4月には上記の「GIRLS LOCKS!」と統合し、現在は月曜 - 木曜の22:18 - 22:30、23:08 - 23:25、金曜の22:30 - 22:53に放送。
- アーティストが授業を行う。放送時間は曜日やアーティストごとに異なる。
- 2025年4月現在のアーティスト講師は、下記のとおり。

### 月曜 - 木曜
- 22:18 - 22:30
  - 「乃木坂LOCKS!」“和の講師” 井上和（乃木坂46）（1週目）
  - 「NiziU LOCKS!」“ダンスの講師” NiziU（2週目）
  - 「INI LOCKS!」“チュータールーム No.3” 髙塚大夢（INI）（3週目）
  - 「新しい学校のリーダーズLOCKS!」“青春の講師” 新しい学校のリーダーズ（4週目）
- 23:08 - 23:25
  - 「ミセスLOCKS!」“超現代史の講師” Mrs. GREEN APPLE（月曜）
  - 「Saucy LOCKS!」“普通の講師” Saucy Dog（火曜）
  - 「宮世LOCKS!」“（りゅ）美術の講師” 宮世琉弥（水曜）
  - 「乃木坂LOCKS!」“4組の副担任” 賀喜遥香（乃木坂46）（木曜）

### 金曜
- 22:30 - 22:53
  - 「ビーバーLOCKS!」“永遠の新入生” SUPER BEAVER

## 22時55分からの授業

### 現在の22時55分からの授業

#### どっちのCat or Dog
- 2022年10月3日 - 放送。
- 「猫派 or 犬派」のような究極の2択の質問を生徒に行い、その結果を発表する。
- 2025年1月現在、以下の7局では、どっちのCat or Dogの時間帯のみ別番組（各局の自社制作番組）を放送。

| 放送局       | 番組名                    |
| ------------ | ------------------------- |
| Date fm      | 『Date fm Information』   |
| Kiss FM KOBE | 『K-BREAK』               |
| FM FUKUOKA   | 『check this out 』       |
| FMK          | 『POWER WAVE』            |
| μFM          | 『Bran’μ Song』           |
| FM沖縄       | 『インフォ ミュージック』 |
| FM大阪       | 『HIT STREET』            |

## 23時00分からの授業

### 現在の23時00分からの授業

#### ANZEN LOCKS!
- 2022年11月7日 - 、毎週月曜日に放送。
- 「安藤全一（通称：アンゼン先生）」（CV：畠中祐）による交通安全の授業。
- JA共済の提供。

#### 松田LOCKS!
- 2022年4月6日 - 、毎週水曜日に放送。
  - 2025年4月2日からは、season16として放送。
- パーソナリティは、「ダイナマイトカリスマ営業」の松田部長（東京ダイナマイトの松田大輔）。
- season15・16は、COUNTDOWN JASRACと題して、松田部長改め“DJ MATSUDA-BUCHO”が、（松田部長個人の極めて曖昧な主観・記憶に基づき、）昭和・平成の名曲をカウントダウン形式で紹介していく。
- season7 - 14は、週替わりで登場するアーティスト講師が、生徒からの悩みを音楽で解決するという授業内容であった。
- 放送（配信）時間はseasonによって異なる。
  - season1 - 8は、スマホLOCKS!やポッドキャストで配信。
  - season9 - 11は、毎週水曜日 23:08 - 23:11に放送。
  - season12は、毎月最終水曜日 23:00 - 23:06に放送。
  - season13 - は、毎週水曜日 23:00 - 23:06に放送。
- 日本音楽著作権協会（JASRAC）の提供。

#### SCHOOL OF LOCK! 森林部
- 2025年4月3日 - 、毎週木曜日に放送。

## 23時08分からの授業
現在はなし。この時間に授業がある場合は、ARTIST LOCKS!の開始時間が繰り下がる。

## SCHOOL OF LOCK! FRIDAY
月曜 - 木曜と違い、TOKYO FMを含めた大半の放送局のタイムテーブルは授業ごとに区切られている。ただし、「SCHOOL OF LOCK! 応援部」は、学校運営戦略会議内のコーナーとしての放送という扱いになっている。

### 現在のSCHOOL OF LOCK! FRIDAYの授業

#### 学校運営戦略会議
- 応援部の休講中（毎年度上半期）は、22:00 - 22:30に、応援部の開講中（毎年度下半期）は、22:00 - 22:07に放送。
  - 2019年度までは、通年で22:00 - 22:15・22:45 - 22:53の放送であった。また、2020年1月は22:00 - 22:15・22:30 - 22:53の放送であった。
  - 2020年度は、通年で22:00 - 22:15の放送であり、これに加えて数週に1度、22:50 - 22:53の放送もあった。
  - 2024年度は、「閃光LOCKS!」の開講のため、上半期のうち4月19日 - 8月16日は22:00 - 22:15の放送となった[注 75]。
- 2005年10月7日より開始。
- 原則生放送ではなく、収録放送。
- SCHOOL OF LOCK!の職員室[注 76]から放送されているが、稀に生放送教室から放送する場合もある（校長・教頭の退任翌日など）。
- その週の生放送授業の振り返りや、学校掲示板にあった気になる書き込みを紹介する。場合によっては生徒へ逆電を行う。
- 学校運営戦略会議の掲示板から提案された内容も発表。そこから、新たな企画や部活が誕生することもある。
- 原則、毎月第1金曜日に、その前の月に送られたFAXのなかから「FAXヒーローズ月間MVP」が選ばれる。2024年4月からは「イラストヒーローズ」と称し、X（旧Twitter）から送ることも可能となった。
  - 選ばれた生徒には賞品として2021年9月までは正体不明の謎の物体「カリカリ君」が、その後は現在まで「職員にまつわるもの」がプレゼントされている。
  - 「イラストヒーローズ」からは校長、教頭がMVPの生徒のためだけに描くイラスト色紙がプレゼントされている。
  - カリカリ君は授業内で「カリカリカリカリ」と鳴いたり、喋ったり、さかた校長やこもり教頭に乗り移ることもあった。声のトーンが変わることもあった。
  - ただし、「カリカリ君」や「職員にまつわるもの」は校長、教頭、職員、当選した生徒だけの秘密であり、SNS上にも投稿してはいけない決まりとなっている。ただ、2023年4月からはその月のヒーローズの日に、どの職員の何をプレゼントするのかを発表している。

#### SCHOOL OF LOCK! 応援部
- 毎年度下半期（10月 - 翌年3月）の22:07 - 22:30に放送。
  - 2020年度までは、2018年度を除き、年度上半期（4月 - 9月）にも開講されており、部活動に励む生徒への応援をテーマとしていた。
  - 2023年度までは、22:15 - 22:30の放送であった。
- 2017年7月7日より開始。
- 「応援LOCKS!」の意思を引き継いだ応援部の授業。
- 応援部掲示板にカキコミをした生徒へ逆電を行う。受験生への応援がテーマとなる。
- 応援部とコラボレーションしたカロリーメイトがプレゼントされている。
  - 2023年度より見逃しタイムフリー機能アプリ「radiko」のタイムテーブルでは、本番組が休講中にも問わず、トップ画像とURLが継続されていたが同年10月より当該番組に再び内包された。
- カロリーメイト（大塚製薬）の提供。

#### ビーバーLOCKS!
- 22:30 - 22:53に放送。
- 2023年10月6日より開始。
- パーソナリティはSUPER BEAVER。

#### ECC presents SOL フューチャー宣言！
- 22:55 - 23:00に放送。
  - TOKYO FM、FM AICHI、FM大阪の3局のみの放送。
    - FM AICHIは2024年10月からネット。
- 2024年7月5日より開始。
- パーソナリティはこもり校長。
- ECCがスポンサーを務めている。
- 毎週ひとりの生徒が電話に出て、“将来の夢”を宣言する。 さらに、夢が叶った時に使える英会話を、こもり校長と一緒に勉強する。

## 部活動
部活動掲示板の書き込みは、生放送授業、ARTIST LOCKS!等で扱われることがある。
| 部活動               | 顧問 | 副顧問                                                                           | 部長 | 備考 | 創部       |
| -------------------- | --- | -------------------------------------------------------------------------------- | --- | --- | ---------- |
| 応援部               | 1. やしろ顧問（2006年7月 - 2012年3月） 2. よしだ顧問（2012年4月 - 2014年9月） 3. あしざわ顧問（2014年10月 - 2019年9月） 4. とーやま顧問（2019年10月 - 2020年3月、2023年1月 - 3月） 5. こもり顧問（2020年4月 - 2023年3月、2024年10月 - 現在） 6. ぺえ顧問（2021年10月 - 2022年12月） 7. COCO顧問（2023年10月 - 2024年3月） | 1. こもり副顧問（2023年10月 - 2024年3月） 2. アンジー副顧問（2024年10月 - 現在） | | 基本的に、歴代教頭が顧問を務めている。 2021年度以降は、年度下半期（10月 - 翌年3月）のみ活動し、受験生の生徒を応援する。 毎週金曜 22:15 - 22:30に「SCHOOL OF LOCK! 応援部」を放送。2020年度までは、2018年度を除き、年度上半期（4月 - 9月）にも活動しており、部活動に励む生徒を応援していた。 | 2006年7月  |
| バンド部             | 1. ASIAN KUNG-FU GENERATION（2006年10月 - 2012年3月） 2. サカナクション（2012年4月 - 2023年9月） |                                                                                  | | ロックバンド、楽器にまつわる部活動。 「サカナLOCKS!」内で掲示板の書き込みを取り上げることもある。 掲示板は、2022年4月4日を以って、学校掲示板に統合される形で廃止となった。 | 2006年10月 |
| 恋愛部 （通称:ラ部） | 1. 愛川ハナ子 2. ラブ川Jr.先生 3. ダンガリー先生（? - 現在） |                                                                                  | | 恋愛・男女関係にまつわる部活動。 2014年10月 - 2015年3月には学校運営戦略会議にてラジオドラマ「君恋物語」が放送された。 掲示板は、2022年4月4日を以って、学校掲示板に統合される形で廃止となった。                                                                                              | 2006年10月 |
| おしゃれ部           | |                                                                                  | 1. HALCALI 2. 板野友美(AKB48)（2010年10月 - 2012年3月） 3. 剛力彩芽（2012年6月 - 2014年3月） 4. 川口春奈（2014年4月 - 2015年3月） 5. 小芝風花（2015年10月 - 2016年9月） | ファッション関係にまつわる部活動。 掲示板は、2022年4月4日を以って、学校掲示板に統合される形で廃止となった。 | 2007年1月  |
| マンガ・図書部       | |                                                                                  | 1. 剛力彩芽（2014年4月 - 2015年3月） 2. 橋本奈々未 （2015年11月 - 2017年2月）                                                                                           | 2014年4月にマンガ部と図書部が統合される形で総部。 おすすめの漫画、本の紹介（マンガ・図書部掲示板） ポエム作成（ポエム掲示板） 掲示板は、2022年4月4日を以って、学校掲示板に統合される形で廃止となった。                                                                                      | 2014年4月  |
| 森林部               | |                                                                                  | | 毎週木曜 23:00 - 23:06に授業が開講される。 | 2025年4月  |

## インターネット配信

### 過去にインターネット配信された授業

#### WEB LOCKS!
2010年3月31日終了。

#### スマホLOCKS!
2012年11月12日に開講（配信開始）。SOL公式スマートフォンサイトで配信されていた。2015年9月30日終了。

#### AuDee
JFN38局のラジオ番組やオリジナルコンテンツを聴くことができるサイト。無料で聴取可能。

旧サイト名は「JFN PARK」であり、2020年7月27日にリニューアルされた。

##### 更新終了した授業
以下、更新は終了しているが、アーカイブとして、Audeeで聴取可能。

## 学校行事（イベント）

### 現在の学校行事
2025年現在、定期的に（年1回以上）開催されているものを記載する。

#### 閃光ライオット
- SOLが主体となって開催していた10代限定のロックフェス。2008年 - 2014年、2023年[174]、2024年[175]に開催。また、2025年[176]も開催予定。

## 特別番組
GIRLS LOCKS! FRIDAY〜演劇部・緊急ミーティングスペシャル〜
2005年12月4日 23:15 - 23:55放送。
12月9日が休校のため、代替として放送。
SCHOOL OF LOCK! NEW YEAR'S SPECIAL「ONE!」
2006年1月1日 1:00 - 5:00放送。
メインパーソナリティは、やましげ校長、やしろ教頭。
渋谷スペイン坂スタジオから公開生放送。
SOL初の公開生放送。
前年はJFN系では『生放送だよ!JFNオールスターズ全員集合!?2005』を放送するなど局によって番組が異なったが統一された。
JAPAN FM NETWORK SPECIAL PROGLAM SCHOOL OF LOCK! PART1 RING MYSELF!06-07
2006年12月31日 23:00 - 25:00（2007年1月1日 1:00）放送。
メインパーソナリティは、やましげ校長、やしろ教頭。
渋谷スペイン坂スタジオから公開生放送。
JFN系列38局フルネット。
JAPAN FM NETWORK SPECIAL PROGRAM SCHOOL OF LOCK! PART2 DASH!!
2007年1月1日 1:00 - 5:00放送。
メインパーソナリティは、やましげ校長、やしろ教頭。
渋谷スペイン坂スタジオから公開生放送。
上記番組と2部構成。
Date fm、K-mix、FM AICHI、レディオキューブFM三重、FM大阪、FM愛媛、FM沖縄は未ネット、FM福井は3:00からの放送。
SCHOOL OF LOCK! NEW YEAR'S SPECIAL 2008 THE CHOOSE DAY
2008年1月1日 1:00 - 5:00放送。
メインパーソナリティは、やましげ校長、やしろ教頭。
渋谷スペイン坂スタジオから公開生放送。
Date fm、K-mix、FM愛媛、FM FUKUOKA、FM沖縄、レディオキューブFM三重は未ネット、FM福井、FM大分は3時からの放送。
TOKYO FM 40th Anniversary Special POINT LOVE UNITED! SCHOOL OF LOCK! EDITION
2010年4月26日 21:00 - 22:00 TOKYO FMにて放送。
メインパーソナリティは、とーやま校長、やしろ教頭。
TOKYO FM開局40周年の記念日に、東京タワー大展望台にあるclub333より生放送。
その後の22:00 - 23:55の生放送授業も、東京タワーから生放送。
TOKYO FMサンデースペシャル「映画『日々ロック 』公開記念 渋谷ロック！」
2014年11月9日 19:00 - 20:00 TOKYO FMにて放送。
メインパーソナリティは、とーやま校長、あしざわ教頭。
ほか、野村周平、二階堂ふみ、The SALOVERSが出演。
渋谷スペイン坂スタジオから公開生放送。
SCHOOL OF LOCK! 大晦日スペシャル 長渕LOCKS!～叫べ! 2016年に向かって!! ～
2015年12月31日22:00 - 22:55放送。
パーソナリティは、長渕剛（炎の生活指導担当）、とーやま校長。
TOKYO FM／JFN系列38局ネットのほか、LINE LIVEでも同時配信。
2016年参議院選挙特別番組 列島タイムライン SCHOOL OF LOCK! ～18歳からの選挙権スペシャル～
2016年7月10日 24:00 - 25:00（11日0:00 - 1:00）に放送
メインパーソナリティは、とーやま校長、あしざわ教頭。
ほか、原田謙介（NPO法人Youth Create代表）、椎木里佳が出演。
第24回参議院議員通常選挙の投開票日に放送された特別番組『列島タイムライン』の第3部として放送。
JFN年末年始特別番組 SCHOOL OF LOCK!平成最後の年越しスペシャル 叫べ10代！全国横断 心の落書き47
2018年12月31日 22:00 - 25:00（2019年1月1日 1:00）に放送
メインパーソナリティは、とーやま校長、あしざわ教頭。
ほか、アイナ・ジ・エンド（BiSH）、山口一郎（サカナクション）、崎山蒼志が出演。
SOLとして約10年ぶりの年越し特番。
今日は一日"民放ラジオ番組"三昧〜#このラジオがヤバい〜
2019年5月6日、「NHK・民放連共同ラジオキャンペーン」の7時間特番のうち、22:00 - 23:00放送の『#この10代向けワイドがヤバい』を担当。
SOLより、とーやま校長、あしざわ教頭、文化放送「レコメン!」から、オテンキのり、菅井友香（欅坂46（当時））が出演。
JFN EARTH DAY SPECIAL PROGRAM SCHOOL OF LOCK! presents STAY HOME ROCK FES.
2020年4月22日 19:00 - 21:00放送。
メインパーソナリティは、さかた校長、こもり教頭。
アースデー特番として、10代と一緒に未来について考えていく特別番組。
SULLIVAN's FUN CLUB、クジラ夜の街が逆電で出演。ほか、崎山蒼志など10代アーティストの音源が放送された。
JFN SPECIAL Life Time Audio 2022 〜My First Music〜「14歳のプレイリスト」
2022年5月5日 15:00 - 17:00放送。
メインパーソナリティは、こもり校長、ぺえ教頭。
スペシャルゲストは、福山雅治、矢沢永吉。
メッセージはリリー・フランキー、山口一郎（サカナクション）、小島瑠璃子。
JFN年末年始特別番組 終わらない歌を歌おう 2022 - 2023 by SCHOOL OF LOCK! 教育委員会
2022年12月31日 23:00 - 25:00（2023年1月1日 1:00）に放送。
メインパーソナリティは、とーやま委員、あしざわ元教頭。
SOL教育委員会としては初の特別番組であり、SOLとしては4年ぶりの年越し番組である。
JFN SPECIAL Life Time Audio 2024 〜My First Music〜「14歳のプレイリスト」
2024年5月6日 15:00 - 17:00放送。
メインパーソナリティは、こもり校長、COCO教頭。
スペシャルゲストは、Number i。
年末年始特別番組 SCHOOL OF LOCK!～SCHOOL OF "LUCK!" 2024 to 2025～
2024年12月31日 23:00 - 25:00（2025年1月1日 1:00）放送。
メインパーソナリティは、COCO教頭、アンジー教頭。
SOLとしては6年（教育委員会を含めると2年）ぶりの年越し番組である。

## 派生番組

### 過去の派生番組

#### 未確認LOCKS!
- 2015 - 2016年度、2019年度に未確認フェスティバルとの連動番組を放送。
- 未確認フェスティバルの各部門に届いたデモ音源の紹介や、イベント情報など未確認フェスティバルに関する情報発信が目的。

#### SCHOOL OF LOCK! 18's PROJECT!
- 2016年7月1日 - 9月30日、金曜 23:30 - 23:55に放送。全14回。

#### SCHOOL OF LOCK! UNIVERSITY
- 2019年4月5日 - 12月27日 、金曜 23:00 - 23:55に放送。全39回。

#### SCHOOL OF LOCK! 教育委員会
SCHOOL OF LOCK! 教育委員会（スクール・オブ・ロック! きょういくいいんかい、略称：SOL教育委員会）は、金曜の夜、TOKYO FMをキー局にJFN系38局で生放送されていたラジオ番組である。

##### 概要
- 2021年3月23日、SOLの生放送授業にて、さかた校長（当時）より発足が発表された。同年4月2日に開始。
- 「SOL教育委員会」は、SOLの上位組織にあたる。SOLをより良くしていくための会議等が行われる。

他の教育委員会メンバーが全員帰ってしまった金曜23時に、委員会では一番の下っ端のとーやま委員がひとり、会議室で秘密の勉強会（あるいはただの雑談）を行う、というコンセプトである。
- リスナーのことを「リスナー委員」と呼んでいる。10代に限らず、幅広い世代が参加している。SOL同様、リスナー委員への逆電を行う。
- SOLと異なり、同委員会の専用掲示板はない。リスナー委員は番組公式LINE、Twitterの公式ハッシュタグ（#SOL教育委員会）、及び公式ウェブサイトのメールフォームより投稿ができる。また、手紙やハガキでも受け付けている。
- 放送終了後にAudeeで職員のすっちゃん先生とジェーン先生と一緒に反省会議を開いている。
- 2023年9月15日、同月29日を以って放送を終了することが発表された。

##### パーソナリティ

###### とーやま委員
- SCHOOL OF LOCK! 2代目校長として2010年4月 - 2020年3月に在任（在任中の経歴については、個人項を参照）。
- 2021年4月より、教育委員会の委員へ就任。
- 2022年1月28日での放送で「かっきょとっとっと」と呼ばれている、同週1月24日にとーやま委員が出演した際、噛んだところをすっちゃん先生がリミックスした音声が流れ、話題となった。（音声はSOL教育委員会反省会議 (Audee)にて。）
- 2023年1月は教頭が不在のため、毎週木曜日のみマンスリー教頭として生放送授業に登場した。さらに、2023年1月 - 3月は毎週金曜日のSCHOOL OF FRIDAYにワンクール教頭として学校運営戦略会議、応援部に登場した。
- 教育委員会を欠席したことがある。
  - 2023年5月26日、体調不良のため全編欠席した。助っ人としてCOCO教頭が登場し、COCO教頭とゲスト講師のPerfumeの4人で授業をした[153]。

##### 平手LOCKS!
- 毎月3週目[注 85]、23:10 - 23:50に放送。
- 番組開始時（2021年4月）から2022年12月まで放送。
- パーソナリティは、平手友梨奈。

##### YAZAWA LOCKS!
- 毎月4週目[注 86]、23:10 - 23:50に放送。
- 2022年4月から9月まで放送。
- パーソナリティは、矢沢永吉。
- 放送1週間後にはAuDeeにて、放送されたものが公開されていた。

## 書籍等

### オフィシャルブック
SCHOOL OF LOCK!DAYS
TOKYO FM出版刊、2007年1月27日発売。開校からの歴史を知ることのできる、192ページの記憶本。
ISBN 9784887451803

SCHOOL OF LOCK!DAYS 2
TOKYO FM出版刊、2008年4月7日発売。2007年12月31日までが刻まれている。
ISBN 9784887451971

SCHOOL OF LOCK!DAYS 3
TOKYO FM出版刊、2009年11月16日発売。
ISBN 9784887452206

SCHOOL OF LOCK!DAYS 4
TOKYO FM出版刊、2019年2月11日発売。とーやま校長就任時からの8年間がまとめられたもの。
ISBN 9784887452381

### 蒼き賞
孤独星、陽のあたるところ、×（かける)
著者：ベニ、海央、柚木椅子（タイトル順）
幻冬舎刊、2009年1月22日発売。第1回入賞作品を書籍化。
ISBN 9784344016125
冬の向日葵、スズノネ、Over The Bridge
著者：カッパ、猫恵、渡冶原海（タイトル順）
幻冬舎刊、2010年6月10日発売。第2回入賞作品を書籍化。
ISBN 9784344018419

### DVD
SCHOOL OF LOCK! 音楽室 LIVE SESSION #1 -ハルカトミユキ-
2014年5月28日発売。

## 購買部（グッズ）

### 過去に販売されていたグッズ
スクール・オブ・ロック！ジャージ！
- 略して「スクジャー」。1000枚限定で販売[202]。

スクール・オブ・ロック！ポロシャツ！
- 略して「スクポロ」[203]。

SCHOOL OF LOCK! NOTEBOOK
SCHOOL OF LOCK!による『学校指定ノートブック』。
- 2009年4月1日発売。
- TOKYO FM SHOPS.LOVE、全国のローソン、Loppiで購入可能であった。

SCHOOL OF LOCK!×BEAMS『フテイヌ&フテネコ トートバッグ』
とーやま校長のオリジナル(?)キャラクター、『フテイヌ』・あしざわ教頭のオリジナルキャラクター、『フテネコ』がデザインされたBEAMSとのコラボにるトートバッグ。
- 特典として、フテイヌバージョンにはフテネコの缶バッジが、フテネコバージョンにはフテイヌの缶バッジが付属されていた。
- TOKYO FM SHOPS.LOVE、BEAMS店舗にて購入可能であった。

SOL!トートバッグ
SCHOOL OF LOCK!オリジナル缶バッヂがついたトートバッグ。

SCHOOL OF LOCK! 長渕LOCKS!47都道府県Tシャツ
「炎の生活指導担当」長渕剛が2015年に開催した『10万人オールナイトライヴin富士山麗』に参加する生徒のために作成されたTシャツ。
SCHOOL OF LOCK!×SEKAI NO OWARI STAY STRONG
SCHOOL OF LOCK!とSEKAI NO OWARIのコラボにより発売されたラバーバンド。
- TOKYO FM SHOPS.LOVE、SEKAI NO OWRIまたはSCHOOL OF LOCK!のライブ・イベントで購入可能。

SCHOOL OF LOCK!×BEAMS LOCK! TAG
SCHOOL OF LOCK!とビームスのコラボにより発売されたタグ。
- TOKYO FM SHOPS.LOVE、一部のBEAMS店舗 にて購入可能。

SCHOOL OF LOCK!×BEAMS 『フテネコTシャツ』
あしざわ教頭デザインのフテネコが描かれたTシャツ。
- 色は白、黒。
- 今回、とーやま校長のオリジナル(?)キャラクター『フテイヌ』はタグの部分のみデザインされた仕様となっている。
- 当初200枚限定の販売だったが、枚数を増やして発売された。TOKYO FM SHOPS.LOVEにて購入可能。

## 受賞歴
- 2006年8月16日放送分が、日本民間放送連盟主催による「第3回日本放送文化大賞」でラジオ番組部門グランプリ受賞。
- 2008年3月4日放送分が、「第56回日本民間放送連盟賞」エンターテイメント番組優秀賞。
- 2009年に「第47回ギャラクシー賞」入賞。
- 2012年1月9日放送分が、「第49回ギャラクシー賞」ラジオ部門選奨受賞。
- 2016年2月17日放送分が、「第53回ギャラクシー賞」ラジオ部門選奨受賞。
- 2019年1月28日放送分が、「第56回ギャラクシー賞」ラジオ部門選奨受賞。

（かつて放送ライブラリーでは、受賞した上記2006年、2008年の放送と、2006年2月21日分「不登校リスナーの生きる音」が所蔵されており、無料で聴取できた。）

## 他メディア出演
校長・教頭が他のメディアに出演することがある。

### 映画
管制塔
2011年公開。作中でSOLが放送される。とーやま校長とやしろ教頭がスタジオで話している様子が見られる。

鷹の爪GO 〜美しき エリエール消臭プラス〜
2013年公開。とーやま校長とよしだ教頭がゲストキャラクター（ネマール兵）の声優を担当。

日々ロック
2014年公開。とーやま校長とよしだ教頭が声のみで出演。ある場面で流れるラジオ番組のパーソナリティ役。

### ネット配信
乃木坂46時間TV
2016年2月20日 - 22日、乃木坂46デビュー4周年を記念して生放送されたインターネット番組。
2月21日の「乃木坂コラボLabo」枠で、とーやま校長とあしざわ教頭が、橋本奈々未と逆電企画を行った。

### YouTube
兄者弟者 - 弟者,兄者,校長,教頭の「Gang Beasts」【2BRO.】
2017年4月15日公開。
兄者弟者が、生放送教室に来校するのを記念して公開された。とーやま校長とあしざわ教頭が出演。
フジ - 【絶叫】校長・教頭とガチ対決じゃい！！
2018年3月5日公開。
ゲーム実況者わくわくバンドが、生放送教室に来校するのを記念して公開された。とーやま校長とあしざわ教頭が出演。

## 備考

### SOLでの校長・教頭外の活動の扱いについて
- SOLでは基本的に校長・教頭の「正体」が明かされることはなく[注 87]、あくまで“校長”、“教頭”として登場する。そのため、授業内の発言、イベント、公式ウェブサイトで以下のような対応がとられている。
  - 校長・教頭外の活動に関わる話題を出すときは、「偶然好きなのでよく知っている」、などといった前置きをしてから話す。
  - 所属コンビやグループのメンバーは「友だち」や「仲間」、単独ライブ等は「発表会」等と表現される。
  - 校長・教頭外の活動との兼ね合いでSOLを欠席、遅刻する際、「＊＊審議会」、「＊＊委員会」に参加するため等と説明される。
  - 校長、教頭がイベント等で生徒の前に登場するときや、特別な授業が開講されるとき、公式ホームページ等で使用される写真は、黒スーツとハットを着用している。こもり校長、ぺえ教頭就任からは新たに制服を模した衣装が作られ、公式ホームページ等で使用される写真等で着用している（胸の部分に紋章が付いており、その紋章はARTIST LOCKS! のロゴで使用される物と同じものである）。
- あしざわ教頭の就任後から上記の対応が緩やかになり、生放送授業等であしざわ教頭作画のフテネコの話が出るようになった。さかた校長・こもり教頭就任後も、GENERATIONSの活動に関する話が出るようになった。ぺえ教頭就任後も同様。
- なお、開校当初（やましげ校長、やしろ教頭時）には上記に加えて、以下のような対応が取られていた。
  - 黒スーツとハットに加え、顔を隠すためサングラスも着用していた。
  - 公式ウェブサイト上へ掲載される写真にて、やましげ校長・やしろ教頭・職員の顔へ一部加工が施されていた[注 88]。2007年11月12日放送分より、校長・教頭の写真に加工が施されなくなったが、職員の写真には引き続き加工されている。
  - 開校 - とーやま校長退任時まで、校長・教頭はイラストで表現され、ラジオ各局の番組表、公式ウェブサイト等で使用されていた。やましげ校長、やしろ教頭は黄色・緑・茶色の3色で描かれていたが、とーやま校長就任時にフルカラーとなり、よしだ教頭、あしざわ教頭就任時は黄色・茶色の色調であった。さかた校長、こもり教頭（校長）、ぺえ教頭、COCO教頭、アンジー教頭、とーやま委員は、本人の写真が使用されている。

### 放送中の出来事

#### 災害発生時の対応
放送中、および放送直前に自然災害が発生した場合、番組内容が大幅に変更される場合がある。下記以外にも、放送当日に授業テーマを急遽変更し、災害発生場所に住んでいる生徒の声を届けることもある。
- 2011年3月11日、東日本大震災の報道特番のため、SCHOOL OF LOCK! FRIDAYが休校。
- 2011年3月14日の週は、東日本大震災を受け、特別バージョンとして東北に住む生徒の声を中心に届けた。月曜の「BUMP LOCKS!」、火曜の「チャボべLOCKS!」、月曜〜火曜の「GIRLS LOCKS!」は休講となった。
- 2016年4月14日、放送開始直前に熊本地震が発生。生放送授業中に報道特別番組へ変更された。後枠の『JET STREAM』が休止され、25:00までの合計3時間、とーやま校長とあしざわ教頭が番組進行した。そのため「広瀬すずのGIRLS LOCKS!」、「サカナLOCKS!」が休講、「BATTLE QUIZ SCHOOL 4ORCE」は翌日のSCHOOL OF LOCK! FRIDAYへ順延され、番組掲示板はこの日のみ報道特別番組終了まで稼働した[208]。地震からおよそ2ヶ月後の6月29日にはエフエム熊本からの生放送を行い、熊本のリスナーと直接交流の場を持った様子を伝えたほか、熊本からの掲示板投稿者に逆電を行った[209]。
- 2019年6月18日、「平手友梨奈のGIRLS LOCKS!」放送中に、山形県沖地震が発生。これを受けて「GIRLS LOCKS!」は中断、「BATTLE QUIZ SCHOOL 4ORCE」も中止となった。なお、この2つの授業は、その週のSCHOOL OF LOCK! FRIDAYに順延された。
- 2021年10月7日、22:41頃に千葉県北西部地震が発生。これを受けて、22:55まで放送を一時中断した。また、この日の「SCHOOL OF LOCK! 農業部」は休講となった。代替として、翌週10月14日の22:03 - 22:10に放送された。
- 2022年3月16日、23:36頃に福島県沖地震が発生。これを受けて、23:50頃まで放送を一時中断した。その後23:55に一度番組が終了し、翌0:00から本番組を延長する形で報道特別番組が編成された。後枠の『JET STREAM』と『TOKYO SPEAKEASY』は休止となり、26:00までの合計4時間こもり校長とぺえ教頭が番組進行を務め、番組掲示板は報道特別番組終了まで稼働した。
- 2023年8月15日、番組開始前に台風7号に関する速報が報道局より伝えられた。
- 2024年1月1日、放送開始前に能登半島地震が発生。これを受けて、報道特別番組が編成されたため、休校。

#### 新型コロナウイルス関連
- 2020年4月14日より、新型コロナウイルスの感染拡大防止策として、「生放送教室[注 64]」から「音楽室[注 89]」へ場所を移して放送[210]。
- 2020年4月21日 - 5月8日、さかた校長とこもり教頭がTOKYO FM外にある別々の場所からリモートで授業を届けた[211]。
- 2020年5月11日より、再び「音楽室」から授業を届けている[212]。
- 2020年8月5日、さかた校長が、校長外の活動で一緒にいた人に新型コロナウイルスの陽性反応があったことから、自宅待機をするため欠席。この日は、こもり教頭が1人で授業をした。さかた校長は番組冒頭および終盤に電話で出席。保健所からの判断を受け、翌日より復帰した[213]。以降、「音楽室」のことを「生放送教室」と呼ぶようになる。
- 2021年1月18日 - 22日、こもり教頭が新型コロナウイルスの療養に伴い欠席。生放送授業、学校運営戦略会議、応援部では、さかた校長は「謎の小部屋」よりリモートで出席[注 90]。リモートで使用されるWi-Fi回線の不安定による授業中断の心配から、生放送教室（金曜日は職員室）からとーやま校長が「とーやまおじさん」として登場した[214][215][216][217][218][219]。なお、1月22日に配信された「学校運営反省会議」は、さかた校長のみ参加した。
- 2021年1月25日、こもり教頭がリモート出席で復帰。教頭のPCR検査結果が当日判明する状況だったため、とーやまおじさんは前週に引続き生放送教室から登場。さかた校長も引き続き「謎の小部屋」からリモート出席し、この日は3人で授業をした[220]。
- 2021年1月26日 - 29日、さかた校長とこもり教頭がTOKYO FM外にある別々の「謎の小部屋」からリモートで授業を届けた。
- 2021年8月9日 - 20日、さかた校長とこもり教頭が、再びTOKYO FM外にある別々の「謎の小部屋」からリモートで授業を届けた[221]。
- 2021年11月2日より、元の生放送教室から授業を届けている[222]。
- 2022年1月24日 - 25日、ぺえ教頭が新型コロナウイルスの療養に伴い欠席。また、こもり校長も大事を取って欠席。この2日間の生放送授業は急遽とーやま委員が出席し、24日はとーやま委員が1人で、25日はとーやま委員とゲスト講師の杉野遥亮の2人で授業をした[223][224]。
- 2022年1月26日、こもり校長がリモート出席で復帰。この日はこもり校長とゲスト講師のA.B.C-Zの五関晃一と橋本良亮の3人で授業をした[225]。
- 2022年1月27日 - 2月4日、こもり校長が生放送教室に復帰。ぺえ教頭が新型コロナウイルスの療養に伴い引き続き欠席。こもり校長（とゲスト講師）のみで授業をした[226][227][228][229][230][231][232][233][234]。なお、1月28日、2月4日に配信された「学校運営反省会議」は、こもり校長のみ参加した。
- 2022年2月7日、ぺえ教頭が復帰。生放送教室でこもり校長とぺえ教頭の2人で授業をした[235]。
- 2022年7月19日 - 22日、ぺえ教頭が新型コロナウイルスの濃厚接触者となり、自宅待機をするため欠席。19日はこもり校長と職員のダンガリーの2人で、20日はこもり校長と松田部長とゲスト講師のSKY-HIの3人で、21日は22時台と23時台前半はあしざわ教頭とゲスト講師のChilli Beans.の4人で、23時台後半はこもり校長とあしざわ教頭とChilli Beans.の5人で、22日はこもり校長と松田部長の2人で授業をした[236][237][28][238]。なお、7月22日に配信された「学校運営反省会議」は、こもり校長のみ参加した。
- 2023年5月4日 - 5日・8日 - 12日、COCO教頭が新型コロナウイルスの療養に伴い欠席（5月4日 - 5日時点では新型コロナウイルスの感染は判明していなかった）。この期間はこもり校長（とゲスト講師）のみで授業をした[239][240][241][242][243][244][245]。

### その他
- 一部ジングルの声を茂木淳一が担当している[注 91]。
- 2007年まで、屋久島おおぞら高等学校と連携しており、公式ウェブサイトにバナーがあった。ただし、毎年1 - 2月は受験シーズンのためバナーが一時的になくなっていた。